# Seolgye
Seolgye (설계?, 設計?), conosciuto anche con il titolo in inglese The Plan, è un film del 2014 diretto da Park Chang-jin.

## Trama
Essendo la sua famiglia stata economicamente distrutta da alcuni usurai, Se-hee decide di diventare un'usuraia a sua volta; con il passare del tempo, la donna diventa sempre più conosciuta nel suo "ambiente" come pronta a tutto pur di raggiungere i propri scopi. Dopo aver incontrato la giovane Min-young, See-hee rivede tuttavia in lei sé stessa da piccola e decide di aiutarla, organizzando con lei un particolare piano.

## Distribuzione
In Corea del Sud, la pellicola è stata distribuita a partire dal 18 settembre 2014.